# Cantonul Saint-Marcellin
Cantonul Saint-Marcellin este un canton din arondismentul Grenoble, departamentul Isère, regiunea Rhône-Alpes, Franța.

## Comune
- Beaulieu
- Bessins
- Chatte
- Chevrières
- Dionay
- Montagne
- Murinais
- Saint-Antoine-l'Abbaye
- Saint-Appolinard
- Saint-Bonnet-de-Chavagne
- Saint-Hilaire-du-Rosier
- Saint-Lattier
- Saint-Marcellin (reședință)
- Saint-Sauveur
- Saint-Vérand
- La Sône
- Têche